# 忽都不花
忽都不花（?—?），字君美，高昌人，元朝大臣，元惠宗时中书平章政事。
至正六年（1346年）八月，忽都不花担任江浙行省右丞，受命和江西行省右丞秃鲁率军镇压福建罗天麟反元起义。至正七年（1347年），入朝担任中书省参知政事。至正八年（1348年）十月，升任为平章政事。